# Суперкубок Італії з футболу 2021
Суперкубок Італії з футболу 2021 — 34-й розіграш турніру. Матч відбувся 12 січня 2022 року між чемпіоном Італії «Інтернаціонале» та володарем кубка Італії «Ювентусом». Перемогу з рахунком 2:1 ( у додатковий час) здобув «Інтернаціонале».
| Володар Суперкубка Італії 2021 |
| ------------------------------ |
|                                |
| Інтернаціонале Шостий титул    |

## Учасники
| Клуб             | Участей        | Роки (жирним виділено перемоги)                                                                     |
| ---------------- | -------------- | --------------------------------------------------------------------------------------------------- |
| «Інтернаціонале» | Чемпіон Італії | 8 (1989, 2005, 2006, 2007, 2008, 2009, 2010, 2011)                                                  |
| «Ювентус»        | Кубок Італії   | 16 (1990, 1995, 1997, 1998, 2002, 2003, 2005, 2012, 2013, 2014, 2015, 2016, 2017, 2018, 2019, 2020) |

## Матч

### Деталі
| 12 січня 2022 22:00 (EEST) |

| «Інтернаціонале»                  | 2:1 (дч) | «Ювентус»    |
| --------------------------------- | -------- | ------------ |
| Мартінес 35' (пен.) Санчес 120+1' | Протокол | Маккенні 25' |

| Сан-Сіро, Мілан Глядачів: 29,696 Арбітр: Даніеле Довері |

| Інтернаціонале | Ювентус |

| ВР             | 1  | Самір Ханданович () |            |      |
| ЗХ             | 37 | Мілан Шкриняр       |            |      |
| ЗХ             | 6  | Стефан де Врей      |            |      |
| ЗХ             | 95 | Алессандро Бастоні  |            |      |
| ПЗ             | 2  | Дензел Дюмфріс      |            | 89'  |
| ПЗ             | 23 | Ніколо Барелла      |            | 89'  |
| ПЗ             | 77 | Марцело Брозович    |            |      |
| ПЗ             | 20 | Хакан Чалханоглу    |            |      |
| ПЗ             | 14 | Іван Перишич        |            | 100' |
| НП             | 9  | Едін Джеко          | 60'        | 75'  |
| НП             | 10 | Лаутаро Мартінес    | 35' (пен.) | 75'  |
| Запасні:       |    |                     |            |      |
| ВР             | 97 | Йонуц Раду          |            |      |
| ЗХ             | 11 | Александар Коларов  |            |      |
| ЗХ             | 13 | Андреа Ранокк'я     |            |      |
| ЗХ             | 32 | Федеріко Дімарко    |            | 100' |
| ЗХ             | 33 | Даніло Д'Амброзіо   |            |      |
| ЗХ             | 36 | Маттео Дарміан      |            | 89'  |
| ПЗ             | 5  | Роберто Гальярдіні  |            |      |
| ПЗ             | 8  | Матіас Весіно       |            |      |
| ПЗ             | 12 | Стефано Сенсі       |            |      |
| ПЗ             | 22 | Артуро Відаль       | 118'       | 89'  |
| НП             | 7  | Алексіс Санчес      | 120+1'     | 75'  |
| НП             | 19 | Хоакін Корреа       | 106'       | 75'  |
| Тренер:        |    |                     |            |      |
| Сімоне Індзагі |    |                     |            |      |

| ВР                   | 36 | Маттіа Перін         |      |     |
| ЗХ                   | 2  | Маттіа Де Шильйо     |      |     |
| ЗХ                   | 24 | Даніеле Ругані       | 109' |     |
| ЗХ                   | 3  | Джорджо К'єлліні ()  |      |     |
| ЗХ                   | 12 | Алекс Сандро         |      |     |
| ПЗ                   | 14 | Вестон Маккенні      | 25'  |     |
| ПЗ                   | 27 | Мануель Локателлі    |      | 91' |
| ПЗ                   | 25 | Адріан Рабйо         |      |     |
| НП                   | 44 | Деян Кулушевскі      |      | 74' |
| НП                   | 9  | Альваро Мората       |      | 88' |
| НП                   | 20 | Федеріко Бернардескі | 43'  | 79' |
| Запасні:             |    |                      |      |     |
| ВР                   | 1  | Войцех Щенсний       |      |     |
| ВР                   | 23 | Карло Пінсольйо      |      |     |
| ЗХ                   | 6  | Даніло               |      |     |
| ЗХ                   | 17 | Лука Пеллегріні      |      |     |
| ЗХ                   | 19 | Леонардо Бонуччі     |      |     |
| ЗХ                   | 45 | Коні Де Вінтер       |      |     |
| ПЗ                   | 5  | Артур                |      | 79' |
| ПЗ                   | 30 | Родріго Бентанкур    |      | 91' |
| НП                   | 10 | Пауло Дибала         | 105' | 74' |
| НП                   | 18 | Мойзе Кен            |      | 88' |
| НП                   | 21 | Каю Жорже            |      |     |
| НП                   | 38 | Марле Аке            |      |     |
| Тренер:              |    |                      |      |     |
| Массіміліано Аллегрі |    |                      |      |     |

| Гравець матчу: Алексіс Санчес («Інтернаціонале») Асистенти арбітра: Даніеле Біндоні Давіде Імперіале Четвертий арбітр: Мікаель Фаббрі Відеоасистент арбітра: Паоло Мадзолені Помічник відеоасистента арбітра: Сержіо Рангетті Помічник асистента арбітра: Сальваторе Лонго | Правила матчу - 90 хвилин - За потреби 30 хвилин додаткового часу - Якщо результат залишається нічийним, то призначаються післяматчеві пенальті - Допускається максимум дванадцять футболістів у списку на заміну, п'ять з яких можуть бути використані в остновний час та одна в додатковий. |